# Estazolam
Estazolamul este un medicament din clasa triazolo-1,4-benzodiazepinelor, fiind utilizat în tratamentul insomniei. Calea de administrare disponibilă este cea orală.
Prezintă efecte anxiolitice, hipnotice și sedative, anticonvulsivante și miorelaxante.
Molecula a fost patentată în 1968 și a fost aprobată pentru uz medical în 1975.

## Utilizări medicale
Estazolamul este indicat în tratamentul de scurtă durată al tulburărilor de somn de etiologie variată, care sunt severe sau invalidante.

## Farmacologie
Ca toate benzodiazepinele, estazolamul acționează ca modulator alosteric pozitiv al receptorului de tip A pentru acidul gama-aminobutiric (R GABAA), reducând excitabilitatea neuronilor.